# Ferrovia Parigi - Saint-Germain-en-Laye
La ferrovia Parigi - Saint-Germain-en-Laye (in francese Ligne de Paris-Saint-Lazare à Saint-Germain-en-Laye) è una linea ferroviaria francese che unisce Parigi con Saint-Germain-en-Laye, nel dipartimento dell'Yvelines.
Inaugurata nel 1837 tra Parigi e Le Pecq, fu la prima linea ferroviaria costruita a partire da Parigi, ma anche la prima in Francia progettata esclusivamente per il trasporto passeggeri e gestita da locomotive a vapore.

## Storia

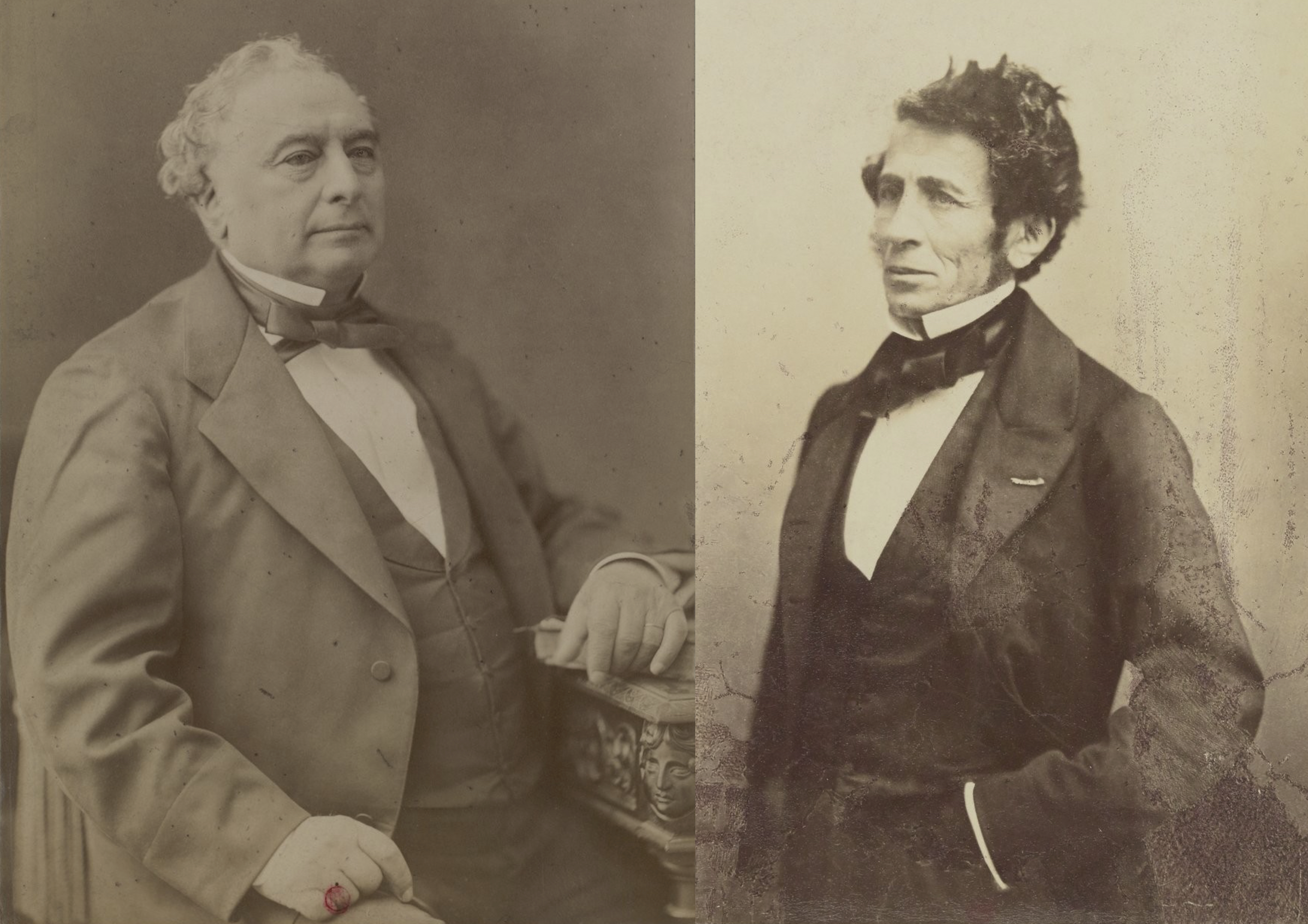
I fratelli Émile e Isaac Pereire

Sull'onda dell'entusiasmo creatosi in Francia dopo l'apertura della ferrovia Saint-Etienne - Lione, nel 1832 i fratelli Émile e Isaac Pereire chiesero allo Stato una concessione per la costruzione di una linea da Parigi. La concessione fu approvata per legge il 9 settembre 1835. Il 2 novembre successivo i Pereire costituirono la Compagnie du chemin de fer de Paris à Saint-Germain per costruire una ferrovia da Parigi a Saint-Germain-en-Laye, popolare meta delle passeggiate domenicali dei parigini. Inoltre, la sua posizione a ovest di Parigi faceva sì che questa sezione potesse costituire un primo troncone di una futura linea per Rouen, considerata prioritaria.
Il percorso di 19 chilometri fino a Le Pecq si trova in pianura e, a parte due attraversamenti fluviali, presenta poche difficoltà di costruzione. Senza grandi rampe o curve strette, ha richiesto la costruzione di poche strutture ingegneristiche: due ponti sulla Senna, il ponte ferroviario di Asnières e il ponte ferroviario di Chatou, nonché il tunnel di Batignolles, lungo 321 metri, per attraversare la collina di Monceau (demolito nel 1922-1926). Inizialmente furono utilizzati semplici ponti in legno. I lavori furono rapidamente completati sotto la direzione di Eugène Flachat.
Oltre Clichy, il tracciato, in un'area ancora non urbanizzata, poneva meno problemi di esproprio rispetto all'immediata periferia di Parigi. All'epoca, il capolinea della linea era il porto di Le Pecq, sulla riva destra della Senna. Le locomotive non erano in grado di affrontare la ripida salita sulla collina di Saint-Germain, che sovrastava il fiume. La linea aveva un solo binario, senza nemmeno un minimo binario intermedio per i treni in transito, mentre le specifiche del 1835 richiedevano almeno due binari paralleli.
La linea fu inaugurata il 24 agosto 1837 alla presenza della regina Maria Amalia. Quello stesso anno furono inaugurate le stazioni di Nanterre e Chatou.
Lo sviluppo della tecnica della ferrovia pneumatica in Inghilterra ha permesso di considerare il prolungamento della linea da Le Pecq a Saint-Germain, in forte pendenza. Questo sistema separa lo sforzo di trazione dall'aderenza.
I lavori per il prolungamento iniziarono nel 1845 e comportarono la costruzione di un ponte in legno sulla Senna, seguito da un viadotto in muratura a venti arcate. Il tracciato raggiungeva il centro di Saint-Germain-en-Laye passando sotto la terrazza del castello attraverso due gallerie successive. La stazione terminale fu ricavata nel parco del castello, rompendo la simmetria delle aiuole di Le Nôtre. Il 15 aprile 1847, la linea fu prolungata di 1,5 chilometri.
Contrariamente a quanto previsto da Pereire, la linea non fu prolungata oltre Saint-Germain-en-Laye, ma vi furono innestate diverse altre linee che si diramavano in vari punti del percorso. La prima fu la linea da Parigi a Versailles-Rive-Droite, creata nel 1839, che si diramava ad Asnières per seguire la riva sinistra della Senna fino a Saint-Cloud. Seguì la linea Parigi-Le Havre, creata nel 1843, che si diramava a Colombes e raggiungeva Poissy, Mantes-la-Jolie e Rouen. Con il numero sempre crescente di treni, il modesto molo Europa divenne presto troppo angusto. Nel 1843, i binari furono prolungati di trecento metri verso sud, lungo la rue d'Amsterdam, e fu costruita una nuova stazione in rue Saint-Lazare, da cui prese il nome.
A questo tronco comune si aggiunsero a loro volta altre linee: la linea di Argenteuil nel 1851, da un raccordo ad Asnières, poi la linea di Auteuil nel 1854, che si diramava nel quartiere di Batignolles a Parigi. Tutte sono state create da compagnie separate, che dovevano far circolare i loro treni sugli stessi binari, nonostante le aggiunte successive, e convivere nella stessa stazione della linea principale, il che poneva crescenti problemi operativi. Per porre fine a questi problemi, il 30 gennaio 1855 le compagnie Parigi-Saint-Germain, Parigi-Rouen, Rouen-Le Havre, Ouest e Parigi-Caen e Cherbourg firmarono un accordo di fusione. Questo è stato approvato da un accordo firmato il 2 febbraio e il 6 aprile tra il Ministro dei Lavori Pubblici e le compagnie. Infine, la fusione fu approvata con decreto imperiale del 7 aprile 185525. Da questa fusione nacque la Compagnie des chemins de fer de l'Ouest.
L'elettrificazione della linea fu realizzata progressivamente tra il 1924 e il 1927, con corrente continua a 750 V fornita da una terza rotaia. L'elettrificazione raggiunse Bécon-les-Bruyères il 27 aprile 1924, Rueil-Malmaison il 27 giugno 1926 e Saint-Germain-en-Laye il 20 marzo 1927.
Il 1º ottobre 1972, il troncone finale è stata ceduto dalla SNCF alla RATP per essere incorporata nella linea A della RER. Il percorso originale fu quindi diviso in due: la prima parte, dalla stazione di Saint-Lazare alla stazione di Nanterre-Université, apparteneva alla rete suburbana di Saint-Lazare, che in seguito divenne parte della linea L del Transilien, mentre la seconda parte, dalla stazione di Nanterre-Université (allora chiamata "La Folie-Complexe universitaire") alla stazione di Saint-Germain-en-Laye, apparteneva alla linea A29 della RER.

## Percorso
La linea ha origine alla stazione di Parigi Saint-Lazare. Si dirige verso nord-ovest, passando per le stazioni di Pont-Cardinet (Paris XVIIe) e Clichy - Levallois prima di raggiungere Asnières. Il percorso piega poi a sud-ovest per servire la stazione di La Garenne-Colombes e Nanterre-Université, capolinea della linea dal 1972. La linea storica, il cui tratto terminale è stato incorporato nella RER A nel 1972, proseguiva verso Nanterre Città, Rueil-Malmaison e quindi Le Pecq. Questo percorso fu prolungato fino a Saint-Germain-en-Laye nel 1847.
La linea serpeggia lungo la Senna, attraversando il fiume tre volte a Asnières-sur-Seine, Chatou e Le Pecq. Il suo profilo è relativamente piatto, ad eccezione del tratto finale tra Le Pecq e Saint-Germain-en-Laye, che è in forte pendenza per due chilometri. In quest'ultimo tratto la linea corre in galleria, consentendole così di attraversare la terrazza del castello.